# Oriol Bohigas Martí
Oriol Bohigas Martí (Barcelona, 1937 - Orsay, Francia; 22 de octubre de 2013) fue un físico español.

## Biografía
Estudió Física en Barcelona, y en 1966 consiguió una plaza de investigador del CNRS francés, donde permanecería hasta el final de su carrera, finalmente como Director de Investigación Emérito en el laboratorio LPTMS (Laboratoire de Physique Théorique et Modèles Statistiques), del cual era uno de los fundadores, en la Universidad de Paris-Sud en Orsay. Anteriormente, había sido jefe de la División de Física Teórica del Instituto de Física Nuclear (IPN), en el campus de la misma universidad
Sus contribuciones a la teoría del caos cuántico y sus aplicaciones, especialmente en el campo de la física nuclear, le valieron el Premio Alexander von Humboldt (1992), la Medalla Holweck (1999), y un doctorado honoris causa por la Universidad Técnica de Darmstadt, entre otros reconocimientos.

## Lista de publicaciones científicas destacadas
- Bohigas, O.; Lane, A. M.; Martorell, J. (1979). «Sum rules for nuclear collective excitations». Physics Reports (en inglés) 51: 267-316. doi:10.1016/0370-1573(79)90079-6.
- Bohigas, O.; Giannoni, M.-J.; Schmit, C. (1984). «Characterization of chaotic quantum spectra and universality of level fluctuation laws». Physical Review Letters (en inglés) 52: 1-4. doi:10.1103/PhysRevLett.52.1.
- Bohigas, O.; Giannoni, M.-J. (1984). «Chaotic motion and random matrix theories».  En Dehesa, J.S.; Gómez, J.M.G.; Polls, A., eds. Mathematical and computational methods in nuclear physics. Lecture Notes in Physics (en inglés) 209. Berlin, Heidelberg: Springer-Verlag. pp. 1-99. ISBN 978-3-540-13392-6. doi:10.1007/3-540-13392-5.
- Bohigas, O.; Weidenmüller, H. A. (1988). «Aspects of chaos in nuclear physics». Annual Review of Nuclear and Particle Science (en inglés) 38: 421-453. doi:10.1146/annurev.ns.38.120188.002225.
- Bohigas, O.; Tomsovic, S.; Ullmo, D. (1993). «Manifestations of classical phase space structures in quantum mechanics». Physics Reports (en inglés) 223: 43-133. doi:10.1016/0370-1573(93)90109-Q.
- Bogomolny, E.; Bohigas, O.; Leboeuf, P. (1996). «Quantum chaotic dynamics and random polynomials». Journal of Statistical Physics (en inglés) 85: 639-679. doi:10.1007/BF02199359.